# Massimo Taibi
Massimo Taibi (Palermo, Italia, 18 de febrero de 1970) es un ex-futbolista italiano, se desempeñaba como guardameta y jugó en numerosos clubes, algunos como el AC Milan o el Manchester United.

## Clubes
| Club               | País       | Año       | Partidos | Goles |
| ------------------ | ---------- | --------- | -------- | ----- |
| ASD Licata         | Italia     | 1987-1989 | 1        | 0     |
| Trento Calcio 1921 | Italia     | 1989-1990 | 23       | 0     |
| AC Milan           | Italia     | 1990-1991 | 0        | 0     |
| Como               | Italia     | 1991-1992 | 34       | 0     |
| Piacenza           | Italia     | 1992-1997 | 177      | 0     |
| AC Milan           | Italia     | 1997-1998 | 17       | 0     |
| AC Venezia         | Italia     | 1998-1999 | 34       | 0     |
| Manchester United  | Inglaterra | 1999-2000 | 4        | 0     |
| Reggina            | Italia     | 2000-2001 | 52       | 1     |
| Atalanta BC        | Italia     | 2001-2005 | 131      | 0     |
| Torino FC          | Italia     | 2005-2007 | 49       | 0     |
| Ascoli             | Italia     | 2007-2009 | 47       | 0     |

## Palmarés
Manchester United FC
- Copa Intercontinental: 1999